# Provincia de Yazd

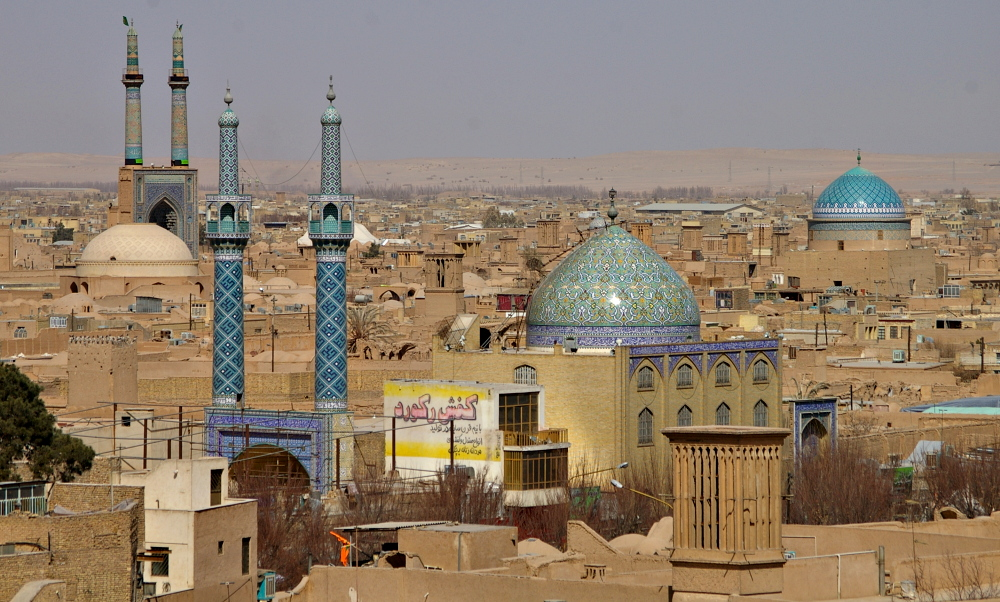
Panorama de Yazd

Yazd (en persa: یزد) es una de la 31 provincias de Irán. Localizada en el centro del país, su capital es Yazd.

## Demografía

Condados de Yazd

De acuerdo al censo de 1996, la provincia de Yazd tiene una población de 750.769 habitantes, de los cuales 75,1% residen en zonas urbanas, y 24,9% en áreas rurales. Se estima una población de 1.033.291 habitantes en 2006. La población de la provincia de Yazd es predominantemente persa, en su gran mayoría musulmanes chií, aunque existen pequeñas comunidades zoroastristas.